# Molinisme

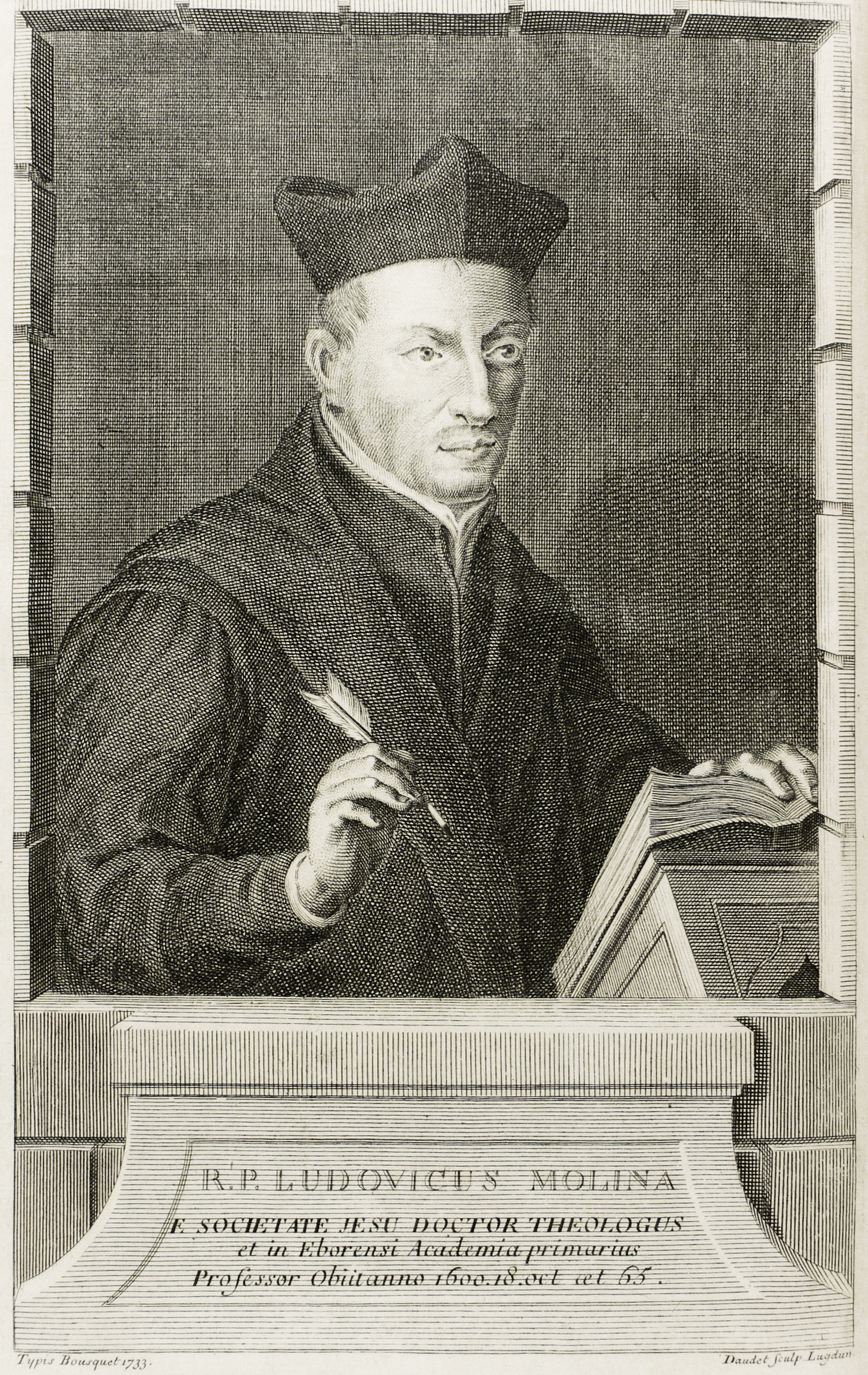
Luis de Molina

Le molinisme est une doctrine théologique développée principalement par le jésuite Luis de Molina (1536-1600) sur la grâce divine et le libre-arbitre humain, exposée dans son ouvrage publié à Lisbonne en 1588 : De concordia liberi arbitrii cum gratiae donis, divina praescientia, providentia, praedestinatione, et reprobatione ad nonnullos primae partis divi Thomae articulos (en français : Accord du libre-arbitre avec le don de la grâce, la prescience divine, la providence, la prédestination et la réprobation...).
Au cœur de la question essentielle de la controverse de la grâce, cette doctrine, aussi appelée Concordia, défend la possibilité d'une conciliation entre la liberté de l'homme et la prescience et grâce divines. Il y a pour Luis de Molina deux ordres de détermination (causes premières et secondes) qui se conjuguent sans empiéter essentiellement l'une sur l'autre : Dieu fixe les formes de la vie et les conditions de l'action ; l'homme est libre de se conformer à ces données pour son salut et il peut y consacrer sa volonté, et cela même si Dieu sait parfaitement par avance ce qui va advenir.
De ce point de vue, le molinisme s'oppose aux tenants stricts du Sola gratia, le salut par la seule grâce de Dieu, défendu par les réformés ou les jansénistes dans la droite ligne de Saint Augustin.
Les jansénistes taxèrent le molinisme de laxisme et de semi-pélagianisme, de système de morale ou attitude pratique tendant à adoucir la rigueur des lois ou des règlements.
Confronté à la controverse mais pouvant difficilement condamner une théorie émise par la puissante mais aussi efficace Compagnie de Jésus, le pape Clément VIII se borna à interdire toute discussion ayant pour thème les théories développées par Luis de Molina.